# Conyers
Conyers é uma cidade localizada no estado americano de Geórgia, no Condado de Rockdale.

## Demografia
Segundo o censo americano de 2000, a sua população era de 10.689 habitantes.
Em 2006, foi estimada uma população de 12.529, um aumento de 1840 (17,2%).

## Geografia
De acordo com o United States Census Bureau, tem uma área de
30,9 km², dos quais 30,5 km² cobertos por terra e 0,4 km² cobertos por água. Conyers localiza-se a aproximadamente 274 m acima do nível do mar.

## Localidades na vizinhança
O diagrama seguinte representa as localidades num raio de 16 km ao redor de Conyers.